# Sylwester Gardocki
Sylwester Gardocki (1 de junho de 1965) é um cientista político polonês, advogado, empresário, doutor habilitado em humanidades, professor acadêmico, chefe do Departamento de Direito e Instituições Internacionais do Instituto de Relações Internacionais da Universidade de Varsóvia.

## Curriculum vitae
Graduou-se em Relações Internacionais (1990), Direito (1990) e Sociologia (1992) na Universidade de Varsóvia. Desde 1996, empregado no Instituto de Relações Internacionais da Universidade de Varsóvia, atualmente como professor assistente. Em 1995, ele defendeu seu doutorado em relações político-militares polaco-soviéticas nos anos 1944-1960 (promotor: Leszek Kasprzyk). Habilitado, na segunda tentativa, defendeu na Universidade de Adam Mickiewicz em Poznań (título do trabalho: A instituição do presidente na política da Federação Russa). Os interesses de pesquisa incluem: sistemas políticos, processos de transformação da Rússia contemporânea, direito comercial internacional.
Além de sua atividade científica, também desenvolve a prática de advocacia. Ele completou o treinamento judicial e legal, e desde 1998 ele tem praticado como advogado. Ele é o fundador e sócio-gerente do escritório de advocacia Gardocki i Partnerzy. Adwokaci i Radcowie Prawni sp.p. (KRS 0000178759). Ele é especializado em transações de valores mobiliários, letras de câmbio e cheques, fusões e aquisições de entidades empresariais. Autor de publicações relacionadas com as atividades das empresas.
Em 2008, ele se tornou o proprietário do Palácio Brühl do século XVIII em Młociny. Nos anos de 2008-2011 ele foi o presidente do Tribunal Arbitral de Futebol da APF. Em 2017, a sua propriedade foi avaliada em ZŁ 618 milhões (R$ 624.484.739,73). Ele é o marido de Izabela Opęchowska.

## Publicações selecionadas
- Parceiros, rivais: cooperação e competição dos países asiáticos, Wyd. Adam Marszałek, Toruń, 2018.
- Problemas políticos e sociais da Ásia contemporânea, Wyd. Adam Marszałek, Toruń, 2017.
- Mudanças políticas e sociais no espaço pós-soviético, Wyd. Adam Marszałek, Toruń, 2016.
- A instituição do presidente na política da Federação Russa (The Institution of President in the Politics of the Russian Federation), Wyd. Adam Marszałek, Toruń, 2008.
- Legitimidade do Poder do Presidente da Federação Russa, "Anuário Político da Ciência Polonesa", 2007 / XXXVI, pp. 26-59.
- Continuidade e mudança na estrutura e estilo de governo na Rússia (Continuity and Change in the Structure and Style of Governance in Russia), [in] as relações internacionais no século XXI, o Livro do Jubileu para celebrar o 30º aniversário do Instituto de Relações Internacionais da Universidade de Varsóvia (International Relations in the 21st Century. A Jubilee Book to Celebrate the 30th Anniversary of the Institute of International Relations at Warsaw University), Wyd. SCHOLAR, Varsóvia 2006, pp. 528-564.
- Petróleo e gás natural como meio de estratégia política da Rússia (Oil and Natural Gas as Means of the Russian Political Strategy), "Eastern Policy", Centro de Pesquisa Oriental da Universidade de Varsóvia, Wyd. Adam Marszałek, Varsóvia - Toruń 2006, Vol. 1-2 / 2006, pp. 50-69
- Regiões e política externa da Rússia (Regions and Foreign Policy of Russia), "Relações Internacionais - International Relations", Nº 1-2 (Vol. 23) 2001, pp. 122-140.
- Determinantes internos da política externa da Rússia (Internal Determinants of Russian Foreign Policy), [in:] História. Relações Internacionais. Estudos americanos. Livro do Jubileu no 65º aniversário do Professor Wiesław Dobrzycki (History. International Relations. American Studies. A Jubilee Book to Celebrate the 65th Anniversary of Professor Wiesław Dobrzycki), Pub. ASPRA-JR, Varsóvia, 2001, pp. 131-149.
- O papel do presidente em moldar a política externa da Federação Russa (The Role of the President in Shaping Foreign Policy of the Russian Federation), "Eastern Policy", Centro de Estudos Orientais da Universidade de Varsóvia, Wyd. Adam Marszałek, Varsóvia - Toruń, 2000, Vol. 2/2000, pp. 51-76.
- Petróleo e gás como um meio de estratégia política da Rússia após 2000 (Oil and Natural Gas as Means of the Russian Political Strategy After the Year 2000), "Relações Internacionais, Integração Europeia, Ciência Política, Direito", ISE Wyd. Fundação para o Desenvolvimento da Universidade de Gdańsk, Vol. XV, pp. 185-206.
- Oficiais soviéticos no exército polonês nos anos 1943-1956 (Soviet Officers in the Polish Army in the Years 1943-1956), "Política Oriental", Centro de Estudos Orientais, Universidade de Varsóvia, Ed. Adam Marszałek, Varsóvia - Toruń, 1998, Vol. 2/1998, pp. 87-108